# Западна Римска империя
Западна Римска империя (на латински: Imperium Romanum Occidentale) е днешното модерно название на западната, предимно антична част от Римската империя в края (или средата) на IV – края на V век. Другата част, също римска, се нарича Източна Римска империя или Византийска империя.
В историографията Западната Римска империя е съвкупността от западните провинции (Британия, Фландрия, Валония, Галия, Португалия, Испания, Италия, Каринтия, Илирия, Босна, Херцеговина, Черна гора, Войводина и Северна Африка) на единната Римска империя, управлявана по едно или друго време от независима администрация, равна по размер или номинално подчинена на императорската администрация, управлявала източните римски провинции.
„Западна Римска империя“ и „Източна Римска империя“ са исторически термини от по-ново време, възприети от учените, за да опишат де факто различни територии. Де юре те не са били независими държави и не са били възприемани като такива от жителите на Римската империя. Съществуването на два центъра на властта се възприема като административна необходимост в една твърде обширна държава, подобно например на отношенията в колониалните държави. Тези термини предизвикват ожесточени спорове в науката.
Проблемът е, че след края на Древен Рим през 476 г. гръцките императори във Византия не отделят юридически приемствеността си спрямо бившата Римска империя и продължават да наричат себе си римляни. Терминът „римляни от Средновековието“ за историците и учените изглежда като смесване на епохите на Античността и Средновековието. В резултат на многобройни спорове учените стигат до компромис – краят на Античността бива датиран към V век, в който става падането на Западната Римска империя. Някои учени обаче все още не са съгласни с това решение и продължават да поставят други дати за край на Античността и началото на Средновековието.
Западната част на Римската империя е обособена окончателно през 395 г. от император Теодосий I, който оставя империята на двамата си сина. Пръв владетел на Запад е Хонорий. Поради непрекъснатите нашествия на варварски племена управляваната от него територия постепенно намалява. Град Рим не играе съществена роля, а освен това на два пъти е разграбван: първо от вестготите през 410, а след това от вандалите през 455 г. Западната Римска империя престава да съществува през 476 г., когато германският вожд Одоакър сваля от трона последния император Ромул Августул.

## Предистория
С нарастването на Римската империя, която анексира все повече и повече нови територии, идва момент, когато централното правителство в Рим вече не може ефективно да управлява по-отдалечените провинции, защото комуникациите отнемат твърде много време. Новините за нашествие, въоръжено въстание, епидемия или природно бедствие, както и съответните издадени държавни заповеди се доставят от пратеници по море с кораби или по суша с коне и отнемат много време, докато стигнат до адресата. По тази причина управителите на провинциите стават твърде независими. Още преди формирането на Империята териториите на Римската република са разделени между членовете на т. нар. триумвирати. Вторият триумвират, споразумение за разпределението на управляваните провинции между Октавиан, Антоний и Лепид, дори е одобрен със закон. Разделението се извършва до голяма степен според езиковия принцип: провинциите, които Антоний е наследил, почти точно отговарят на разпространението на гръцкия език като основен и приблизително съвпадат с по-късната територия на Византийската империя, обратно, провинциите на Октавиан използват като основен латински език. В допълнение има и друг неявен критерий на разделението – основната парична единица: в провинциите на Антоний е драхма, а при Октавиан – денарий. По-късно, при последвалите разделения, които спонтанно и неофициално се провеждат в условията на граждански войни, тези принципи се запазват. След Втория триумвират обаче административното разделение на провинциите между равнопоставени владетели не е установено със закон до управлението на Диоклециан.
В епохата на Домината вече постоянно се извършват разделяния на Римската империя. През 293 г. император Диоклециан дава нейните четири части на двама августи (старши императори) и двама цезари (младши императори), създавайки т.нар. тетрархия. Системата на „четиривластие“ не продължава дълго и след дълги войни през 324 г. държавата отново се обединява под управлението на един човек – Константин I. Той завещава империята на тримата си синове (Константин II, Констанций II и Констант) и двама племенници (Далмаций Млади и Ханибалиан Млади), но последните така и не успяват да получат своя дял от върховната власт. През 353 г. обаче, след смъртта на двама от братята и победата над узурпатора Магненций, империята отново е обединена от Констанций II. През 364 г. след смъртта на император Йовиан се състои ново разделение. Официално единството на държавата не е нарушено, но император Валентиниан I започва да управлява западната част на империята и дава източната част на брат си Валент. Разделното управление продължава до 394 г., когато император Теодосий I, сваляйки узурпатора Флавий Евгений, завладял властта на Запад, за кратко обединява и двете части на империята под свое управление и става последният владетел на единна държава. Теодосий умира през 395 г., завещавайки западната част на империята на най-малкия си син Хонорий и източната част на най-големия си син Аркадий. Въпреки това официално разделяне няма: Римската империя все още се счита за единна държава под управлението на двама императори-августи. Независимо от това, след смъртта на Теодосий I двете части на империята никога вече нямат общ владетел – Западната Римска империя остава под контрола на римските императори в Рим, а Византия – под контрола на гръцките императори в Константинопол.

## История

### При Хонорий и Йоан (395 – 425 г.)
През 395 г. Медиолан (съвременен Милано) става столица и резиденция на владетеля на Западната Римска империя Хонорий. През 402 г., бягайки от нашествието на вестготите, той премества столицата в Равена.
Хонорий получава своята част от Римската империя, когато е на единадесет години, и през първите 13 години управлението на държавата е под контрола на регента на магистър милитум (главнокомандващ на войските) Стилихон, вандал по рождение.
През 398 г. след потушаването на бунта на Гилдон, африканските провинции са закрепени към Западната Римска империя, макар че гравитират към Източната Римска империя. Между двете държави има спор за префектура Илирик, за която претендират императорите на Запада.
През 402 и 406 г. под умелото ръководство на Стилихон варварските нашествия в Италия са успешно отблъснати, но след екзекуцията му през 408 – 411 г. целият Апенински полуостров е подложен на опустошително нашествие от вестготите, водени от Аларих и Атаулф. През 410 г. те превземат и ограбват Рим. През 406 г. коалиция от свеби, алани, асдинги, силинги и бургунди прекосява замръзналия Рейн в посока към Галия и я опустошава. През 409 г. същите племена, с изключение на бургундите, прекосяват Пиренеите и достигат Иберийския полуостров, причинявайки там не по-малко опустошение. През 407 – 408 г. британските, галските и испанските провинции са завзети от самопровъзгласилия се император Константин, а частта от Испания и Галия, която не е окупирана от варварите през 409 г., му е отнета от непокорния военачалник Геронций, който поставя за император Максим. В резултат на всички тези събития Хонорий загубва контрола над по-голямата част от Западната Римска империя, която попада под властта на варвари и узурпатори. Независимо от това, започвайки през 411 г., римските войски под командването на магистър милитум Констанций, бъдещ император, започват да връщат провинциите под властта на Хонорий. Непокорена остава само част от Иберия (Хонорий е принуден още през 410 г. да изостави Британия, за да спасява други части на империята). През 418 г. вестготите получават статут на федерати и основават в Аквитания Вестготското кралство, чиито владетели се стремят към независимост и разширяване на своята територия. След смъртта на Хонорий (423 г.) властта в държавата е завзета от Йоан. Той не е признат от източния император Теодосий II, който започва война. След двугодишно управление узурпаторът е заловен и екзекутиран.

### При Валентиниан III (425 – 455 г.)
С подкрепата на войските на Византия наследник на Йоан на престола става племенникът на Хонорий и син на Констанс Валентиниан III. По време на неговото управление резиденцията на императора временно е върната в Рим. На практика с държавните дела се занимават императрицата-майка Гала Плацидия (до 433 г.) и главнокомандващият Аеций (до 454 г.).
През 429 – 442 г. западноримският двор загубва африканските провинции, икономически най-развитите. Към 435 г. в резултат на нахлуването на вандалите и аланите от Иберия там възниква Вандалското кралство, оглавено от Гейзерик, който разширява своята територия за сметка на римските провинции. През 451 г. римляните и техните съюзници под командването на Аеций успяват да отблъснат нашествието на хунския цар Атила в битката при Каталаунските полета. Обаче през 452 – 453 г. опустошителните нахлувания на хуните в Западната империя се повтарят. Хунската заплаха отшумява едва със смъртта на Атила през 453 г.
Валентиниан III, който подозира Аеций в стремежа към узурпиране на властта, участва лично в убийството на известния командир, а на следващата година самият той става жертва на заговор, организиран от Петроний Максим.

### Последните императори (455 – 476 г.)
Възползвайки се от преврата, вандалите атакуват Рим и го разграбват през 455 г. (Максим, неспособен да организира съпротива срещу враговете, е убит от римляните малко преди това). С подкрепата на вестготите в Галия, през същата година за император е провъзгласен Авит. През 456 г. той е детрониран от един комит – свевът Рицимер, който скоро става главнокомандващ. Той управлява съдбините на Западната Римска империя чак до смъртта си. Вероятно той има възможността да създаде собствена държава, да се провъзгласи за крал и да управлява официално, но Рицимер предпочита да управлява чрез подчинени му владетели, които упражняват номиналната власт (но това невинаги е възможно). През 456 – 472 г., следвайки собствените си интереси, той сваля и възкачва императорите: Авита, Майориан, Либий Север, Антемий и Олибрий, а също така превзема и ограбва Рим. В Западната Римска империя се сменят девет владетели през последните двадесет и една години на съществуването ѝ. Територията на държавата през това време се смалява до размера на днешна Италия. Слабостта на представителите на върховната власт и загубата на повечето провинции правят падането на държавата необратимо.

## Падане на Западната Римска империя
Тъй като разделенията на Римската империя между съуправителите не водят до образуването на отделни държави от гледна точка на римляните, Западната Римска империя престава да съществува само неофициално. На 4 септември 476 г. командирът на варварските наемници на римска служба Одоакър принуждава император Ромул Августул да абдикира. В същото време бунтовният военачалник изпраща посолство в Константинопол, като признава властта на император Зенон като единствен владетел на Римската империя и отправя молба към него да го направи патриций. Източният император се отнася благосклонно и вероятно е дал желаната титла  на Одоакър, но отказва да го приеме за владетел, като се позовава на наличието на западен император: Юлий Непот, предшественик на Ромул Августул на трона и владетел на Далмация, си остава законен император, признат в Константинопол и ще продължава да е такъв до смъртта си, която би означавала предполагаемо обединение на двете части на империята. Одоакър, станал в резултат на преврата независим владетел на Италия, официално признава властта на Зенон, след това на Непот и по-късно – отново на Зенон (до войната с Теодорих Велики). Падането на Западната Римска империя се счита за началото на Ранното средновековие – нов период в европейската история.
След преврата от 476 г. обаче Далмация и Северна Галия, които се откъсват от Западната империя в средата на V век, все още остават римски територии. Одоакър подчинява далматинските земи като побеждава армията на комита Овид (един от убийците на Непот) през 481 г. След победата на краля на салическите франки Хлодвиг над северногалския римски наместник Сиагрий в битката при Соасон през 486 г. и последният фрагмент от Римската империя в Западното Средиземноморие е завладян от варварите.
След това Западната римска империя никога не се възражда, макар че император Юстиниан I, по време на войните с варварските кралство на вандалите, остготите и вестготите, успява да присъедини към Източната римска империя (Византия) значителна част от бившата си територия, която включва Северна Африка със Сардиния, Корсика и Балеарските острови, Италия с Далмация и Сицилия и Югоизточна Испания.